# Orchestra Sinfonica di Barcellona e Nazionale di Catalogna
L'Orchestra Sinfonica di Barcellona e Nazionale di Catalogna (catalano: Orquestra Simfònica de Barcelona i Nacional de Catalunya, OBC; Pronuncia: urˈkestɾə simˈfɔnikə ðə βərsəˈɫonə j nəsiuˈnaɫ də kətəˈɫuɲə) è un'orchestra sinfonica con sede a Barcellona, Spagna. Dal mese di aprile 1999 l'Orchestra ha avuto sede a L'Auditori. Prima di questo, dalla sua fondazione al 1998, l'orchestra era residente al Palau de la Música Catalana.

## Storia

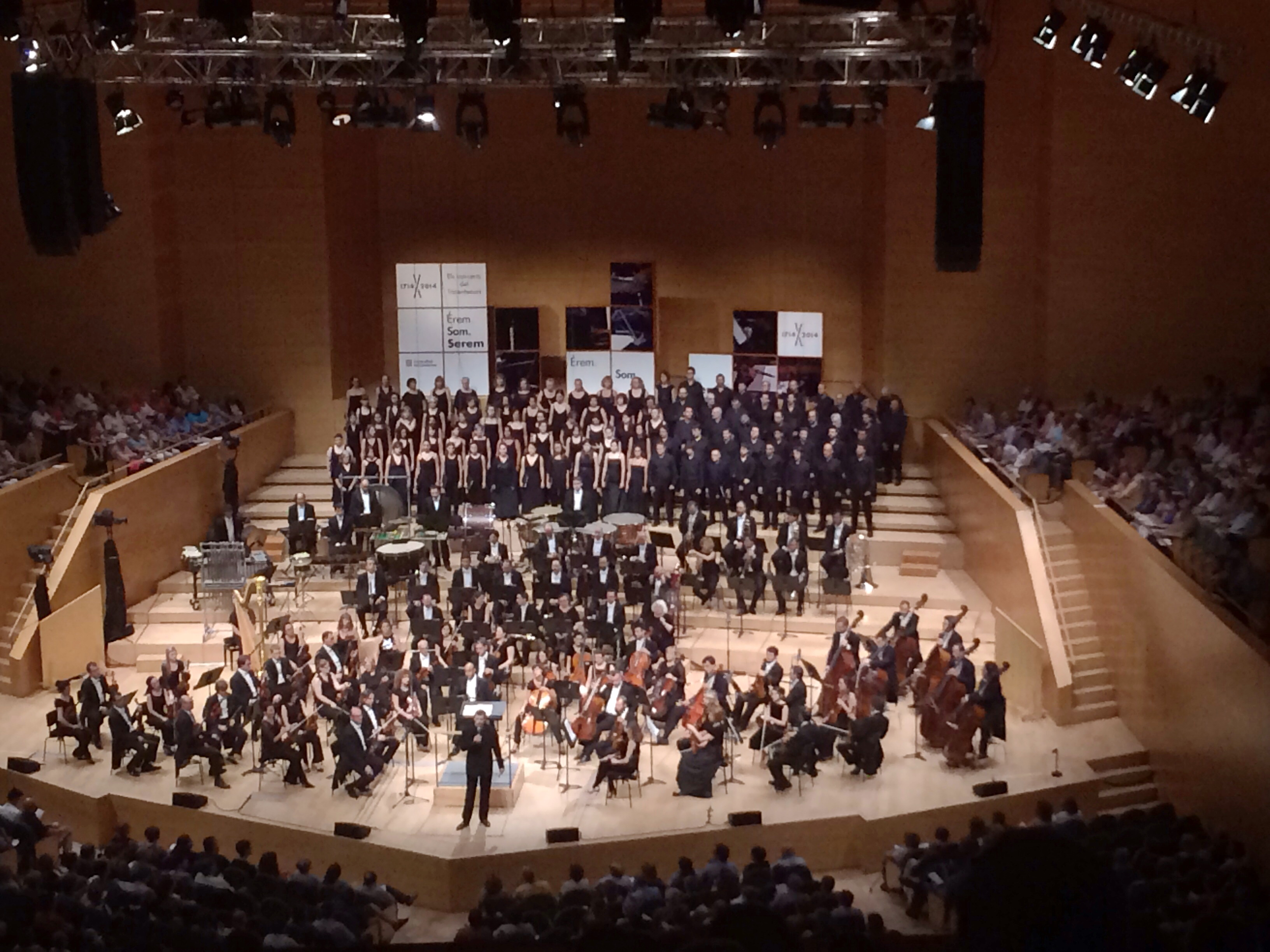
Il direttore Salvador Brotons presenta la sua composizione "Catalogna nel 1714," il giorno della versione sinfonica corale in anteprima, la parte anteriore dell'Orchestra Sinfonica di Barcellona e Nazionale di Catalogna, accompagnata da Carmina Choir, Coro da Camera Granollers e Cuore Amici dell'Unione. 19 luglio 2014 nella sala principale dell'Auditorium Barcellona

Oltre a l'Orchestra Sinfonica del Gran Teatre del Liceu, fondata nel 1847 e dedicata alla lirica e al balletto, Barcelona ha avuto diverse orchestre sinfoniche dal 1888. Dal 1910 al 1924, un'orchestra privata, la Orquestra Simfònica de Barcelona, tenne concerti nel Teatro Eldorado, guidata da Joan Lamote de Grignon. Dopo quella, l'orchestra principale della città era l'Orchestra Pau Casals (1920-1936), diretta da Pablo Casals e legata alla Associació Obrera de Concerts (Società Operaia per Concerti). Dopo la guerra civile spagnola (1936-1939), sia l'orchestra che la società furono vietati e Casals fu esiliato in Francia.
Nel 1944 una nuova orchestra civica di Barcellona, l'attuale Orquestra Sinfonica de Barcelona, fu fondata con il nome di Barcelona Municipal Orchestra, creata dal Comune e promossa dal direttore d'orchestra e compositore catalano Eduard Toldrà. Toldrà, con la sua direzione, contribuì a consolidare la presenza dell'orchestra molto in fretta nella vita culturale della città. Barcellona da allora ha avuto un ciclo regolare di concerti sinfonici con la collaborazione dei principali artisti nazionali ed esteri e con l'obiettivo di rendere la musica classica fruibile per il grande pubblico e soprattutto di diffondere il lavoro dei compositori catalani.
Dopo la morte di Toldrà nel 1962, Rafael Ferrer divenne il capo dell'orchestra fino al 1967, quando Antoni Ros-Marbà gli succedette. Da questo momento, ricevette il nome di Orquestra Ciutat de Barcelona (Orchestra Città di Barcellona, o OCB) fino alla costituzione del Consorzio creato dal governo della Catalogna e dal Comune di Barcellona, nella stagione 1994/95, che stabilì il nome attuale di Orquestra Sinfonica de Barcelona i Nacional de Catalunya, noto come OBC.
L'attuale direttore musicale della OBC è Kazushi Ono, a partire da settembre 2015, con un contratto iniziale di 3 anni. L'attuale direttore principale ospite della OBC è Emmanuel Krivine, a partire dal 2013, con un contratto per tutta la stagione 2015-2016.
La OBC ha effettuato registrazioni per etichette come Decca, EMI, Auvidis, Koch Records, Claves Records e Naxos Records.

## Direttori Musicali
- Eduard Toldrà (1944-1962)
- Rafael Ferrer (1962-1967)
- Antoni Ros-Marbà (1967-1978)
- Salvador Mas (1978-1981)
- Antoni Ros-Marbà (1981-1986)
- Franz-Paul Decker (1986-1991)
- Antonio García Navarro (1991-1993)
- Lawrence Foster (1994-2002)
- Ernest Martínez Izquierdo (2002-2005)
- Eiji Oue (2006-2010)
- Pablo González Bernardo (2010-2015)
- Kazushi Ono (2015-presente)

## Prime rappresentate
Come orchestra principale della città, l'OBC ha eseguito molte prime mondiali assolute di composizioni musicali, tra cui le seguenti:
- 1948 Xavier Montsalvatge, Simfonia mediterrània (Sínfonía mediterranea).
- 1952 Jaume Pahissa, El camí (La strada).
- 1960 Xavier Montsalvatge, Càntic espiritual.
- 1961 Frederic Mompou, Variacions sobre un tema de Chopin per orchestra.
- 1963 Xavier Montsalvatge, Desintegració morfològica de la xacona de J. S. Bach (Disintegrazione morfologica della ciaccona di J.S. Bach), ed altri lavori del compositore.
- 1964 Joaquim Homs, Invention for orchestra; altri lavori di Homs sono stati eseguiti in anteprima da OBC:  Presències (1967), Brief symphony (1972), Nonet (1979)...
- 1974 Josep Soler, opera-oratorio Oedipus et Iocasta (Molti lavori di Soler sono stati eseguiti per la prima volta dalla OBC).
- 1997 Salvador Brotons, oratorio Stabat Mater